# Bánh nậm
Bánh nậm là một loại bánh và là món ẩm thực truyền thống đặc trưng của Huế với bộ ba trứ danh "bèo, nậm, lọc". Đây là thứ bánh được làm từ bột gạo vừa ngon vừa có tính chất lành (người già, trẻ em, người ốm đều có thể ăn được). Ở Huế, bánh nậm còn được làm chay, chỉ có nhân đậu xanh, dùng cho ngày rằm, mồng một.

## Cách chế biến

### Nguyên liệu
- Bột gạo, bột năng
- Tôm, thịt
- Nước tinh khiết
- Gia vị: Muối, dầu ăn...
- Lá chuối hay lá dong (để gói bánh)

### Chế biến
Bột gạo hòa tan với nước, nêm thêm bột ngọt, muối, dầu ăn đủ dùng, bắc lên bếp. Đến khi bột quánh lại thì tắt bếp nhắc xuống. Khi bột và nước đủ rồi, để riêng ra, múc nước rưới lên bột, bóp nhỏ đều hết rồi đổ nước đã lường sẵn vào, lấy rây lọc sạch; thêm vào bột một muỗng dầu ăn và một chút muối. Đổ vào nồi, bắc lên lò, lấy đôi đũa bếp dáo (khuấy), dáo luôn tay kẻo bột khét và nổi cục (nổi óc trâu). Thấy bột hơi đặc lại, nhắc xuống, dáo một lát nữa, bột đặc vét không chảy là vừa, để nguội.
Tôm phải lột hết vỏ, chà muối cho sạch, đem băm nhỏ và đảo đều trên chảo dầu ăn được phi thơm bằng hành băm. Xay nhuyễn tôm chung với thịt, ướp nước mắm, tiêu và hành lá. Xào chín và ráo tôm thịt để làm nhân. Sau đó, nêm gia vị vừa ăn, xào đến khi khô thì lấy xuống, cho vào cối, giã cho tơi ra. Giã xong bỏ lại vào chảo, để lửa nhỏ, chà cho tôm tơi, bong đều.Thịt ba chỉ xắt nhỏ hai thứ văm chung nhỏ rồi xào với tiêu, hành, nước mắm, mỡ cho thấm.
Phơi nắng hoặc nhúng qua nước nóng cho mềm, dùng kéo cắt đầu đuôi và cái sống giữa cho sát, rửa sạch lau khô, cắt miếng vuông 20 cm trải ra mâm, trải một lớp bột mỏng, chính giữa lá bỏ một đường thẳng nhụy tôm thịt chính giữa bột, gấp lá gói lại, bẻ hai đầu cho cân, gói rồi vuốt cái bánh cho thẳng. Gói bánh với tỉ lệ cứ 1 thìa súp bột thì rải đều 1 thìa cà phê nhân. Dùng tay vuốt đều cho bánh gọn đẹp, mang hấp.
Nấu nước mắm: cho nước mắm và đường lên bếp nấu sôi cho tan đường, để nguội khi ăn pha thêm chanh và dầm ớt
Đổ nước vào xửng nấu sôi, sắp bánh vào ngăn xửng để lên hấp, thổi lửa đỏ độ 25 phút chín; lấy bánh trải ra cái sề để cho ráo nước hãy lấy khăn chặm cho khô.
Khi gói bánh, xếp một lá (cỡ lớn hơn bàn tay một chút) nằm dọc phía dưới, một lá nằm ngang phía trên, thoa dầu ăn lên lá để chống dính, rồi múc một muỗng bột vào, trải ra hình chữ nhật, nhân tôm bỏ theo chiều dọc. Xếp hai lá lại, bẻ thành hình chữ nhật, dùng thìa cán lên bánh cho bột mỏng đều. Gói xong, bỏ bánh vào nồi, hấp khoảng 15 phút là được. Khi gói xong, bột có màu trắng, dẻo. Khi ăn, bánh tan đều trong miệng, có vị mát thanh.

## Cách dùng
Bánh nậm dùng với nước mắm ớt pha loãng, hơi ngọt.
Lúc ăn, lột bánh ra, trải lên đĩa, nên để nguyên lá gói, mùi của lá sẽ giúp người ăn đỡ ngấy. Múc nước mắm mặn tưới đều lên bánh, lấy thìa tre lóc ra, gấp thành miếng vuông vức. Bỏ vào miệng, nhớ đừng nhai vội để thưởng thức cảm giác bột gạo tan đều ra, thấm sâu, béo ngậy, thơm.